# Bartolomé Mitre

Bartolomé Mitre um 1900

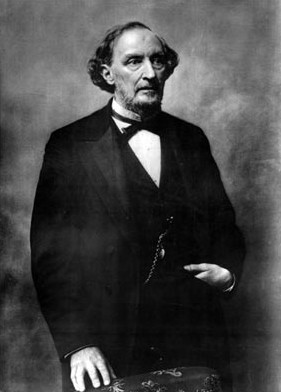
Mitre im hohen Alter

Bartolomé Mitre Martínez (* 25. Juni 1821 in Buenos Aires; † 19. Januar 1906 ebenda) war der erste Präsident der Republik Argentinien und der sechste insgesamt; er regierte von 1862 bis 1868.

## Leben
Als Bartolomé Mitre jung war, brachten ihm seine Ansichten und Schriften die Feindschaft des argentinischen Diktators Juan Manuel de Rosas ein. Daraufhin ging er ins Exil nach Chile, Bolivien und Peru. 1852 kehrte er nach Argentinien zurück und beteiligte sich an dem erfolgreichen Aufstand gegen Rosas, der von General Justo José de Urquiza angeführt wurde. 1853 wurde er zum Kriegsminister der Provinz Buenos Aires ernannt, die sich von Argentinien losgesagt hatte, und versuchte fortan den Plan Urquizas, die Provinz mit der Argentinischen Konföderation zu vereinen, zum Scheitern zu bringen. 1859 wurden seine Truppen von denen Urquizas geschlagen und Buenos Aires wurde in die Konföderation aufgenommen. Mitre wurde 1860 Gouverneur der Provinz Buenos Aires und schlug Urquiza 1861 in der Schlacht von Pavón.
Im nächsten Jahr wurde er zum Präsidenten der Republik gewählt. Er trieb eine aktive Außenpolitik und unterstützte im 1863 ausgebrochenen uruguayischen Bürgerkrieg den Führer der Partei der Colorados Venancio Flores gegen die Blancos, hinter denen der paraguayische Diktator Francisco Solano López stand. Auch Brasilien stand auf der Seite von Flores. 1864 erklärte López Brasilien den Krieg und verlangte von Argentinien ein Durchmarschrecht, um die brasilianischen Truppen in Uruguay angreifen zu können. Als Mitre dies verweigerte, erklärte López auch Argentinien den Krieg. Darauf schlossen sich Brasilien, Argentinien und Uruguay zur Tripelallianz gegen Paraguay zusammen, nach welcher der Krieg Tripel-Allianz-Krieg genannt wird. Der Allianzvertrag wurde am 1. Mai 1865 in Buenos Aires geschlossen, und Mitre hatte maßgeblich Anteil an dieser Allianzpolitik. Der Krieg endete mit einem vollständigen Sieg der Tripleallianz. Er erreichte in Paraguay „genozidale Ausmaße“, da Paraguay 1870 nur noch ca. 210.000 im Vergleich zu den 500.000 Einwohnern fünf Jahre zuvor zählte.
1868 endete Mitres Amtszeit. 1870 gründete er eine der bis heute bedeutendsten argentinischen Tageszeitungen, La Nación.
1874 versuchte Bartolomé Mitre durch einen Aufstand (Revolución de 1874) noch einmal, die Macht zu erlangen. Doch er scheiterte, seine Truppen wurden am 26. November 1874 in der Schlacht von La Verde von den Regierungstruppen geschlagen.
1890 kehrte Mitre auf die politische Bühne zurück, als er unter anderem gemeinsam mit Leandro Nicéforo Alem die Unión Civica gründete, die während der Revolución del Parque den Präsidenten Miguel Juárez Celman zum Rücktritt zwang. Jener Rücktritt wurde von Mitre mit dem ehemaligen Präsidenten Julio Argentino Roca ausgehandelt, und zwar gegen den Widerstand Alems. In der Folge spaltete sich die Unión Cívica.

## Nachleben
Ein Bild von Bartolomé Mitre war auf dem bis April 2018 gültigen 2-Peso-Geldschein Argentiniens abgebildet. Sein ehemaliges Wohnhaus in Buenos Aires ist in ein Museum umgewandelt. Mitre ist Namensgeber der Isla Mitre in der Antarktis, die gemeinhin besser bekannt ist als Lavoisier-Insel.